# Ronald Levy
Pour les articles homonymes, voir Levy.
Ronald Levy (né le 30 décembre 1992) est un athlète jamaïcain, spécialiste du 110 mètres haies.

## Biographie
Détenteur d'un record à 13 s 55 en 2016, Ronald Levy se révèle en 2017 en établissant le temps de 13 s 10 le 27 mai 2017 au cours du meeting du Prefontaine Classic à Eugene. Le 1er juillet, il remporte l'étape Ligue de diamant du meeting de Paris en portant son record personnel à 13 s 05.
En 2018, il remporte la médaille d'or des Jeux du Commonwealth à Gold Coast en Australie, devant son compatriote Hansle Parchment et le Néo-zélandais Nicholas Hough, dans le temps de 13 s 19. Il se classe deuxième de la Coupe du monde d'athlétisme à Londres, compétition mettant aux prises huit nations, et deuxième de la Coupe continentale sous les couleurs des Amériques.
Lors du 110 mètres haies aux championnats du monde d'athlétisme 2019, Ronald Levy est disqualifié en demi-finale après avoir heurté une haie d'un couloir voisin.
Le 5 août 2021, il décroche la médaille de bronze aux Jeux olympiques de 2020 à Tokyo en 13 s 10, devancé par Hansle Parchment et l'Américain Grant Holloway.

## Palmarès
| Date | Compétition          | Lieu             | Résultat | Epreuve     | Temps   |
| ---- | -------------------- | ---------------- | -------- | ----------- | ------- |
| 2018 | Jeux du Commonwealth | Gold Coast       | 1er      | 110 m haies | 13 s 19 |
| 2018 | Coupe du monde       | Londres          | 2e       | 110 m haies | 13 s 30 |
| 2018 | Ligue de diamant     | Ligue de diamant | 7e       | 110 m haies | 13 s 47 |
| 2018 | Coupe continentale   | Ostrava          | 2e       | 110 m haies | 13 s 12 |
| 2019 | Ligue de diamant     | Ligue de diamant | 2e       | 110 m haies | 13 s 31 |
| 2020 | Jeux olympiques      | Tokyo            | 3e       | 110 m haies | 13 s 10 |

## Records
| Épreuve          | Performance | Lieu  | Date             |
| ---------------- | ----------- | ----- | ---------------- |
| 110 mètres haies | 13 s 05     | Paris | 1er juillet 2017 |